# ジャマリオ・ムーン
ジャマリオ・ムーン（Jamario Moon 1980年6月13日 - ）は、アメリカ合衆国アラバマ州出身のバスケットボール選手。身長203cm。体重93kg。ポジションはスモールフォワード。

## 経歴

### NBA以前
クーサ・セントラル高校卒業後、メリディアン短期大学に進学。在学中バスケットの公式戦では20.8得点8.7リバウンドを記録し、チームの監督であるジョージ・ブルックスからは「自分がコーチした中で最も才能豊かな選手」と評されたが、学業が追いつかず、12試合出場した後に出場停止処分を受けてしまった。
バスケットへの夢を諦めきれないムーンは、全国的にみれば全くの無名選手であるにもかかわらず、果敢にも2001年のNBAドラフトにアーリーエントリーしたが、指名を受けられることはなかった。大学に戻ることもできないムーンは、プレイの場をマイナーリーグに求めるようになる。
2001年にNBADLのモービル・レヴェラーズと契約したムーンは、ここから放浪の日々を過ごすこととなる。翌年にはUSBLのドッジ・シティ・レジェンド、さらには老舗エキシビションチームのハーレム・グローブトロッターズ、CBAのオールバニ・パトルーンズ。2006年にはメキシコに渡り、LNBPのFuerza Regiaでもプレイした。2001年から2007年にまで渡る放浪の日々の中、ムーンは述べ17チームを渡り歩いた。
ムーンの努力が報われたのは2007年の夏。トロント・ラプターズのキャンプにFAとして招かれたムーンは、ラプターズのコーチ陣に向けてアピールに成功。7月10日にラプターズと2年間の契約を結び、念願のNBA選手となった。ムーンはこの時27歳。リーグでも異例と言えるオールドルーキーが誕生する。

### NBA
ルーキーイヤーとなった2007-08シーズン、マイナーリーグ上がりのムーンは序盤の3試合こそベンチを温めていたが、11月6日のミルウォーキー・バックス戦で公式戦デビューを飾ると、デビュー3戦目には先発に抜擢されるようになる。ムーンの身体能力を活かしたプレイはすぐに周囲の目に留まるようになり、このシーズンのオールスター・ダンクコンテストにも出場を果たす。さらに12試合連続ブロックショット達成というチーム記録も作り、2月には月間新人賞を獲得した。ルーキーシーズンは8.5得点6.2リバウンド1.4ブロックの成績を残し、オールルーキーセカンドチームに選出された。
翌2008-09シーズンも先発でプレイしたが、シーズン中にトレードに出され、マイアミ・ヒートに移籍。シーズン終了後にFAとなり、クリーブランド・キャバリアーズと契約した。
2011年2月24日､モーリス・ウィリアムスとともに､バロン・デービス、ドラフト1巡指名権との交換トレードにより､ロサンゼルス・クリッパーズへ移籍。

## プレイスタイル
身体能力を活かしたディフェンスが持ち味で、マイナーリーグ時代は最優秀守備選手賞獲得経験もある。またハーレム・グローブトロッターズ出身だけあって、アクロバットなプレイも得意である。

## 人物
- 2021年10月7日、NBAの健康福祉給付制度で給付金を搾取したとして、ニューヨーク南部地区で、テレンス・ウィリアムス（英語版）、トニー・アレングレン・デイビス、シャノン・ブラウンら、元NBAプレーヤー17人と共に、保険金詐欺の罪で起訴された[2][3]。